# Richard Peirce Brent
Richard Peirce Brent (Melbourne, 20 de abril de 1946) é um matemático e cientista da computação autraliano. É professor emérito da Universidade Nacional da Austrália e conjoint professor da Universidade de Newcastle. A partir de março de 2005 a março de 2010 foi Federation Fellow da Universidade Nacional da Austrália. Seus interesses de pesquisa incluem teoria dos números (em particular fatoração), geradores de números aleatórios, arquitetura de computadores e análise de algoritmos.
Brent estudou na Universidade Monash, obtendo e bacharelado em matemática em 1968, com um mestrado em informática em 1970 na Universidade Stanford, onde obteve um doutorado em matemática numérica 1971, orientado por George Forsythe e Gene Golub, com a tese Algorithms for finding zeros and extrema of functions without calculating derivatives.
Em 1973 publicou um algoritmo para encontrar raizes (um algoritmo para resolver equações numericamente) conhecido como método de Brent.
Em 1975 ele e Eugene Salamin conceberam independentemente o algoritmo de Salamin–Brent, usado para o cálculo de alta precisão de {\displaystyle \pi }. Na mesma época mostrou que todas as funções elementares (como por exemplo log(x), sen(x), etc.) podem ser avaliadas com alta precisão ao mesmo tempo que {\displaystyle \pi } (além de um pequeno fator constante) usando a média aritmética-geométrica de Carl Friedrich Gauss.
Em 1979 mostrou que os primeiros 75 milhões de zeros complexos da função zeta de Riemann estão sobre a linha crítica, fornecendo alguma evidência experimental para a hipótese de Riemann.
Em 1980 ele e o laureado com o Nobel Edwin Mattison McMillan encontraram um novo algoritmo para cálculos de alta precisão da constante de Euler-Mascheroni {\displaystyle \gamma } usando funções de Bessel, e mostraram que {\displaystyle \gamma } não pode ter uma forma racional simples p/q (onde p e q são inteiros) a menos que q seja extremamente grande (maior que 1015000).
Em 1980 ele e John M. Pollard fatoraram o oitavo número de Fermat usando uma variante do algoritmo rho de Pollard. Ele mais tarde fatorou o décimo e o décimo-primeiro números de Fermat usando o algoritmo da fatoração de curva elíptica de Lenstra.
Em 2002 Brent, Samuli Larvala e Paul Zimmermann descobriram um trinomial primitivo muito grande sobre GF(2):
{\displaystyle x^{6972593}+x^{3037958}+1.}
O grau 6972593 é o expoente de um primo de Mersenne.
Em 2009 e 2016 Brent and Paul Zimmermann descobriram alguns trinômios primitivos ainda maiores, por exemplo:
{\displaystyle x^{43112609}+x^{3569337}+1.}
O grau 43112609 é novamente o expoente de um primo de Mersenne. Os trinômios de grau mais alto encontrados foram três trinômios de grau 74207281, também um expoente primo de Mersenne.
Em 2011 Brent e Paul Zimmermann publicaram Modern Computer Arithmetic (Cambridge University Press), um livro sobre algoritmos para realizar aritmética e sua implementação em computadores modernos.
Brent é membro da Association for Computing Machinery, do Instituto de Engenheiros Eletricistas e Eletrônicos (IEEE), da Society for Industrial and Applied Mathematics (SIAM) e da Australian Academy of Science. Em 2005 recebeu a Medalha Hannan da  ele foi premiado com a Medalha Hannan da Australian Academy of Science.